# Lönndom
Lönndom kan ha flera betydelser, bl a är det ett gammallt uttryck för i hemlighet. Denna artikel handlar om musikgruppen Lönndom.
Lönndom var ett svenskt folk metal-/folkmusikband från Skellefteå kommun, Västerbotten. De två medlemmarna A. Pettersson sång, gitarr och basgitarr, samt S. Sandström på sång, slagverk och gitarr, spelade tidigare tillsammans i black metal-bandet Armagedda, som lades ner 2004, samma år som Lönndom bildades. Lönndoms första demo, Hågkomster från nordliga nejder, gavs ut samma år och återutgavs som EP av Eisenwald i april 2008 i en begränsad upplaga på 100 handnumrerade kopior.
Gruppens debutalbum Fälen från norr släpptes i juni 2007 och innehåller mestadels folkrock, men också spår med enbart vokal och stämmor. Det gavs ut av Nordvis Produktion och återutgavs av Eisenwald Tonschmiede år 2008 och återigen, som kassettband, av Adverse Order Music i mars 2010. I februari 2010 släpptes det andra fullängdsalbumet, Viddernas tolv kapitel på Eisenwald Tonschmiede.
Lönndoms musik kan beskrivas som vemodig och melankolisk men också med en hel del harmoni. Inspirationen kommer från Västerbottens och Lapplands väldiga ödemarker, och önskan att tolka folktron samt naturen är vad Lönndom bygger på.[källa behövs]

## Medlemmar
- A.Pettersson (Andreas Petterson aka "Gogol" och "AE") – sång, gitarr, basgitarr (2004–2014)
- S.Sandström (Stefan Sandström aka "Graav" och "Stoif") – sång, slagverk, gitarr (2004–2014)

## Diskografi
Studioalbum
- Fälen från norr (CD / LP), (2007)
- Viddernas tolv kapitel (CD), (2010)

EP
- Hågkomster från nordliga nejder (2008)
- Till Trevaren (2012)

Samlingsalbum
- Hågkomster från nordliga nejder & Norrskenritual (2010)